# Newton OS

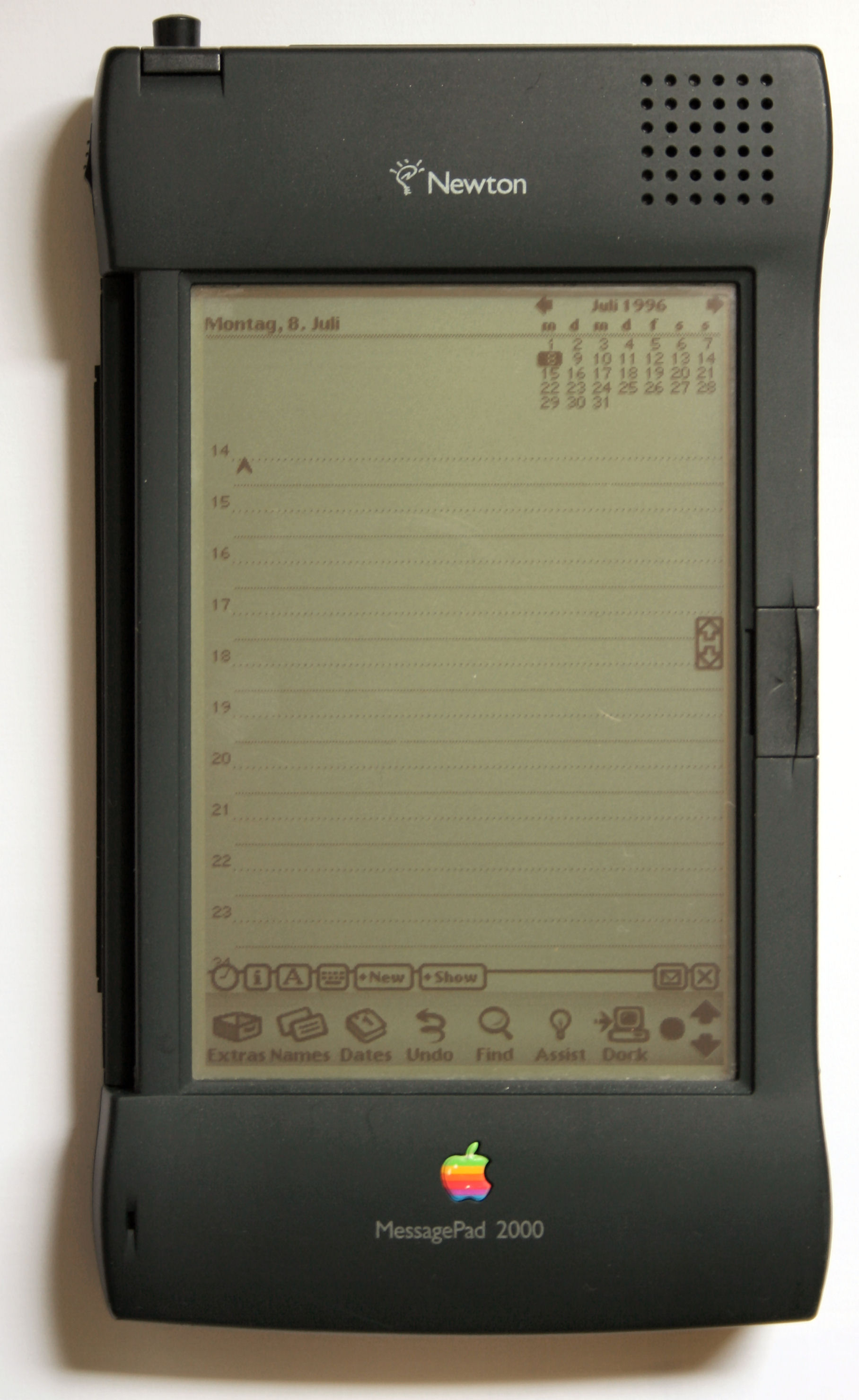
Imatge del sistema operatiu Newton OS en una tauleta.

Newton OS és un sistema operatiu descatalogat per a les PDA Apple Newton fabricades per Apple Computer, Inc. entre 1993 i 1997. Va ser escrit completament en C++ i es va retallar per tenir un baix consum d'energia i utilitzar la memòria disponible de manera eficient. Moltes aplicacions estaven preinstal·lades a la ROM del Newton (per a l'arrencada ràpida) per estalviar memòria RAM i emmagatzematge de memòria flaix per a les aplicacions d'usuari.

## Característiques
Newton OS inclou molts elements d'interfície que els programes del sistema Macintosh no tenien en aquell moment, com ara calaixos i l'animació "poof". Una animació semblant a aquesta es troba a Mac OS X, i parts del sistema de reconeixement d'escriptura de Newton s'han implementat com a Inkwell a Mac OS X.
- Resposta amb so: en fer clic als menús i a les icones fa un so; aquesta característica es va introduir més tard a Mac OS 8.
- Icones: semblant a la metàfora de l'escriptori Macintosh, Newton OS utilitza icones per obrir aplicacions.
- Documents amb pestanyes: com la navegació per pestanyes als navegadors actuals i la interfície At Ease d'Apple, els títols dels documents apareixen en una petita pestanya a la part superior dreta de la pantalla.
- Rotació de la pantalla: a Newton 2.0, la pantalla es pot girar per utilitzar-la per dibuixar o processar textos.
- Arxiu de documents: les notes i els dibuixos es poden categoritzar. Per exemple: diversió, negocis, personals, etc.
- Imprimeix documents: es poden imprimir documents al Newton.
- Enviar documents: els documents es poden enviar a un altre Newton mitjançant la tecnologia d'infrarojos o mitjançant Internet per correu electrònic o per fax.
- Menús: semblants als menús que es veuen al Mac OS, però els títols dels menús es presenten a la part inferior de la pantalla en petits rectangles, fent-los semblants als botons amb menús emergents adjunts.

Moltes de les característiques del Newton s'aprecien millor en el context de la història del Pen computing.

## Programes
Poc després del llançament del Newton PDA l'any 1993, els desenvolupadors no estaven prestant gaire atenció a la nova API del sistema operatiu Newton i encara estaven més interessats a desenvolupar per a les plataformes Macintosh i Windows. No va ser fins dos anys més tard que els desenvolupadors van veure un mercat potencial disponible per a la creació de programes i aplicacions per a Newton OS. Desenvolupadors de tercers van fer diversos programes, incloent aplicacions per millorar la tecnologia decebedora de reconeixement d'escriptura manual del Newton OS 1.x.
Programes que portava de base el Newton OS:
- Works — Un programa per dibuixar i processar textos, amb capacitats típiques com ara: regles, marges, salts de pàgina, format, impressió, correcció ortogràfica i eines de cerca i substitució.

- Notes : s'utilitza per a llistes de verificació, així com per dibuixar i escriure en el mateix programa, ja sigui amb un teclat Newton o un llapis.
- Dates : programa de calendari on podeu programar cites i altres esdeveniments especials.
- Noms — Programa per emmagatzemar informació de contactes extensa en un format flexible.
- Fórmules — Programa que ofereix conversions mètriques, conversions de divises, calculadores de préstecs i hipoteques, etc.
- Calculadora — Una calculadora bàsica amb funcions d'arrel quadrada, percentatge, MR, M+ i M- addicionals a les funcions bàsiques que es troben en una calculadora.
- Rellotge — Una petita aplicació de tipus finestra flotant, coneguda com a accessori d'escriptori al Macintosh. El rellotge Newton també inclou funcions per a una alarma, un temporitzador de minuts i la data.
- Lector de llibres : el suport per mostrar llibres electrònics està integrat.

## Historial de versions
| Data d'estrena       | versió del sistema operatiu |
| -------------------- | --------------------------- |
| 3 d'agost de 1993    | 1.0                         |
| 30 d'octubre de 1993 | 1.1                         |
| ?                    | 1.2                         |
| 4 de març de 1994    | 1.3                         |
| 14 de març de 1996   | 2.0                         |
| 21 de març de 1997   | 2.1                         |

## Reconeixement d'escriptura a mà
El Newton utilitza el motor de reconeixement d'escriptura a mà basat en paraules CalliGrapher desenvolupat per ParaGraph International Inc, dirigit per l'antic científic soviètic Stepan Pachikov.
Les primeres versions tenien debilitats que van donar lloc a una mala publicitat i crítiques. No obstant això, amb el llançament de les PDA de Newton basades en la versió 2.0 del sistema operatiu, el reconeixement d'escriptura a mà va millorar substancialment, essent parcialment un producte de ParaGraph i un parell de reconeixement creat per Apple: Rosetta i Mondello d'Apple. El reconeixement d'escriptura a mà de Newton, especialment el reconeixement d'impressió, ha estat considerat per molts revisors, provadors i usuaris com el millor de la indústria, fins i tot 10 anys després de la seva introducció. Va ser desenvolupat pel Grup de Tecnologia Avançada d'Apple i el 2012 es va descriure com "el primer sistema de reconeixement d'escriptura a mà realment utilitzable del món".
El Newton pot reconèixer text imprès a mà, cursiva o una barreja dels dos, i també pot acceptar "esbossos", "Formes" i "text de tinta" a mà lliure. També es pot introduir text tocant amb el llapis en un petit teclat QWERTY emergent a la pantalla. Amb "Formes", Newton pot reconèixer que l'usuari estava intentant dibuixar un cercle, una línia, un polígon, etc., i els neteja en representacions vectorials "perfectes" (amb punts de control modificables i vèrtexs definits) del que l'usuari està intentant dibuixar. Les "Formes" i els "Esbossos" es poden escalar o deformar un cop dibuixats. "Text amb tinta" captura l'escriptura a mà lliure de l'usuari, però permet que es tracti com un text reconegut quan es manipuli per a l'edició posterior (" ajust de paraula compatible amb el text amb tinta, es podria formatar perquè sigui en negreta, cursiva, etc.).). En qualsevol moment, un usuari també pot dirigir el Newton perquè reconegui el "text de tinta" seleccionat i el converteixi en text reconegut (reconeixement diferit). Un document de Newton Note (o les notes adjuntes a cada contacte a Noms i a cada esdeveniment del calendari) pot contenir qualsevol combinació de text entrellaçat, text de tinta, formes i esbossos.

## NewtonScript
Newton OS executa aplicacions escrites en C++, juntament amb un llenguatge interpretat i fàcil d'utilitzar anomenat NewtonScript . Aquestes aplicacions s'emmagatzemen en paquets.